# Ким Гоын
Ким Гоын  (кор. 김고은?, 金高銀?; род. 2 июля 1991 года, Сеул, Республика Корея) — южнокорейская актриса и певица. Ким дебютировала в фильме «Муза» (2012), за который получила несколько наград в категории «Лучшая актриса-новичок» в Южной Корее. Она также известна своими ролями в телесериалах «Сыр в ловушке» (2016), «Гоблин» (2016), «Король: Вечный монарх» (2020) и «Маленькие женщины» (2022). Лауреатка престижных корейских премий: «Большой колокол», «Голубой дракон» и «Пэксан».

## Биография
В 1994 году в возрасте трех лет Гоын переехала со своей семьей в Пекин, Китай, и прожила там 10 лет, вследствие чего она стала свободно говорить на китайском. После того, как Ким много раз смотрела фильм «Вместе» режиссёра Чэнь Кайгэ и плакала каждый раз при его просмотре, она решила, что хочет стать режиссёром, и случайно попала в театр. Вернувшись в Южную Корею, она поступила в среднюю школу искусств Кайвон и продолжила изучать драму в Корейском национальном университете искусств.
Режиссёр Чон Джиу сказал о Гоын так: «Она от природы любопытная и храбрая. Она сильна в том смысле, что на неё нелегко повлиять. Она не делает ничего только потому, что это делают все остальные».

## Карьера

### 2012: «Муза» и признание критиков
В 2012 году Ким из безызвестности попала в поле средств массовой информации, когда её выбрали на роль Ынгё, 17-летней старшеклассницы, которая пробуждает страсть двух мужчин в фильме «Муза». В том году её игра была отмечена наградой за лучшую новую актрису.
21-летняя Ким никогда раньше не появлялась в фильмах или сериалах, даже в второстепенных ролях. Раньше она только играла в студенческих постановках или школьных спектаклях. Она познакомилась с режиссёром «Музы» Чон Джиу через друзей и даже не знала, что тогда проводили прослушивания для фильма. «Я закончила прослушивание после разговора с режиссёром. У меня даже не было времени на подготовку», — вспоминает Ким. Она была выбрана среди 300 актрис, пробовавшихся на роль. Помимо провокационной темы, в фильме также присутствовали две графические сцены секса, из-за которых Ким призналась, что чувствовала беспокойство и смущение перед съемками, но когда включили камеры, она сказала, что полностью погрузилась в персонажа. Чон сказал, что Ким успела вырасти на протяжении съемок фильма, сказав: «Выражения её лица в последних нескольких сценах фильма разительно отличаются от тех, что были в начале. Я хотел запечатлеть моменты, когда она понимает, насколько она дорога себе и для других», добавив, что она продемонстрировала качества, которые можно найти только в том, кто не знает о своей красоте и на что она способна.
Описывая свое отношение к своей профессии, Ким сказала: "Когда я впервые вышла на сцену, я так нервничала, что подумала, что будет так сложно, если мне придется делать это всю оставшуюся жизнь. На втором выступлении я была в восторге, как будто у меня были крылья за спиной, и я больше никогда не захотел уходить со сцены. Я продолжаю играть, потому что хочу сохранить это чувство ". Что касается её решения ограничить съемки в рекламе, она сказала: «Я никогда не думала о своем имидже или потенциальных предложениях при выборе следующего кинопроекта. Меня беспокоит то, какое влияние мои появления в рекламе окажет на мои роли».

### 2013—2015: Перерыв и возвращение в кино
Несмотря на множество предложений после «Музы», Ким решила сделать перерыв на два года и вернуться в колледж, чтобы получить образование. Она вернулась на экран в 2014 году, продемонстрировав свою универсальность в триллере «Монстр», где она сыграла женщину с нарушением умственного развития, младшая сестра которой была убита безжалостным серийным убийцей. Горе и гнев почти сводят её с ума, и она планирует отомстить.
В 2015 году она и Ким Хе Су были задействованы в женском триллере «Девочка из камеры хранения», основанном на японском романе 1980 года «Дети из камеры хранения». Впервые она была приглашена на Каннский фестиваль 2015 года вместе с режиссёром и актёрами для представления фильм. Затем Ким сыграла главную роль в драме периода боевых искусств «Воспоминания меча», в которой она сыграла вместе со своим давним образцом для подражания, актрисой Чон Доён. За этим последовали судебный фильм «Адвокат: пропавшее тело», где она сыграла агрессивного прокурора, и семейный фильм «Канола» о воссоединении девочки и её бабушки вместе с актрисой Юн Юджун.

### 2016 — н.в.: Дебют на телевидении и растущая популярность

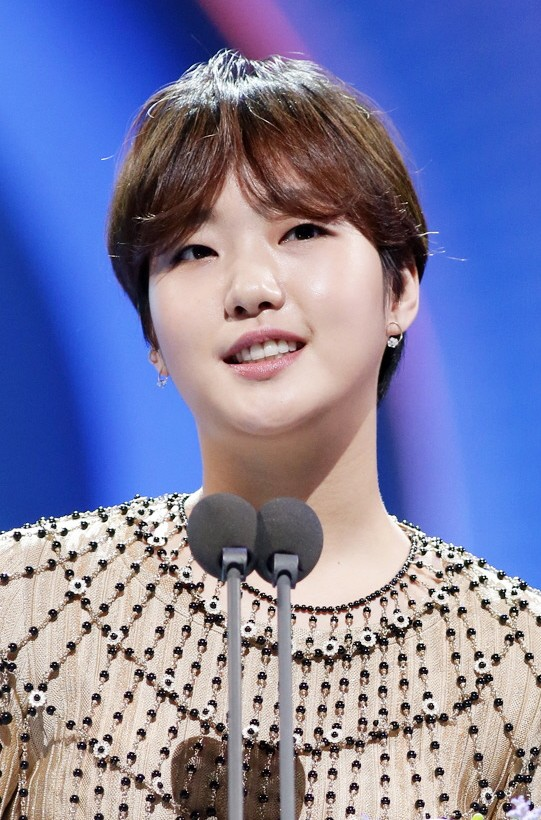
Ким в 2016 году на премии «Пэксан»

Ким дебютировала на телевидении в популярном кабельном сериале «Сыр в ловушке», основанном на одноимённом вебтуне. Она также исполнила песню «Attraction (Притяжение)» с Tearliner для саундтрека к драме. Ким получила премию Baeksang Arts Award как лучшая телевизионная новая актриса за свое выступление. Позже в 2016 году она снялась в популярной фантастической драме Ким Ынсук «Гоблин». Драма стала общеазиатским хитом и получила признание критиков, став культурным феноменом в Южной Корее. Это также была первая корейская кабельная драма, рейтинг которой превысил 20 %, а по состоянию на июнь 2020 года это пятая по рейтингу корейская драма в истории кабельного телевидения. Ким остается близкими друзьями со своими коллегами по «Гоблину».
В 2018 году Ким снялась в драматическом фильме Ли Чжуника «Закат в моем родном городе». Для роли деревенской девушки Ким набрала 8 кг и выучила региональный диалект. В том же году она сыграла в историческом романтическом фильме «Музыкальный альбом». В день открытия, 28 августа 2019 года, фильм установил рекорд кассовых сборов для романтического фильма с 173 562 билетами, а также стал фильмом номер один в прокате Южной Кореи в течение недели с 1 сентября 2019 года.
В 2019 году Ким снялась в фантастической драме «Король: Вечный монарх» вместе с Ли Минхо. Сериал был провозглашен одним из самых ожидаемых сериалов в первой половине 2020 года благодаря касту, известному сценаристу, широкой рекламе и производственному бюджету более 30 миллиардов вон (25 миллионов долларов США), установив рекорд на своем первом эпизоде по получению наивысшего рейтинга премьер драмы SBS с пятницы по субботу и удерживая первое место в еженедельном драматическом чарте Wavve в течение восьми недель подряд, однако получив критику за сценарий, режиссуру и выступления, приводящие к снижению - выше ожидаемой внутренней популярности в Корее по сравнению с предыдущими работами Ким Ынсук.

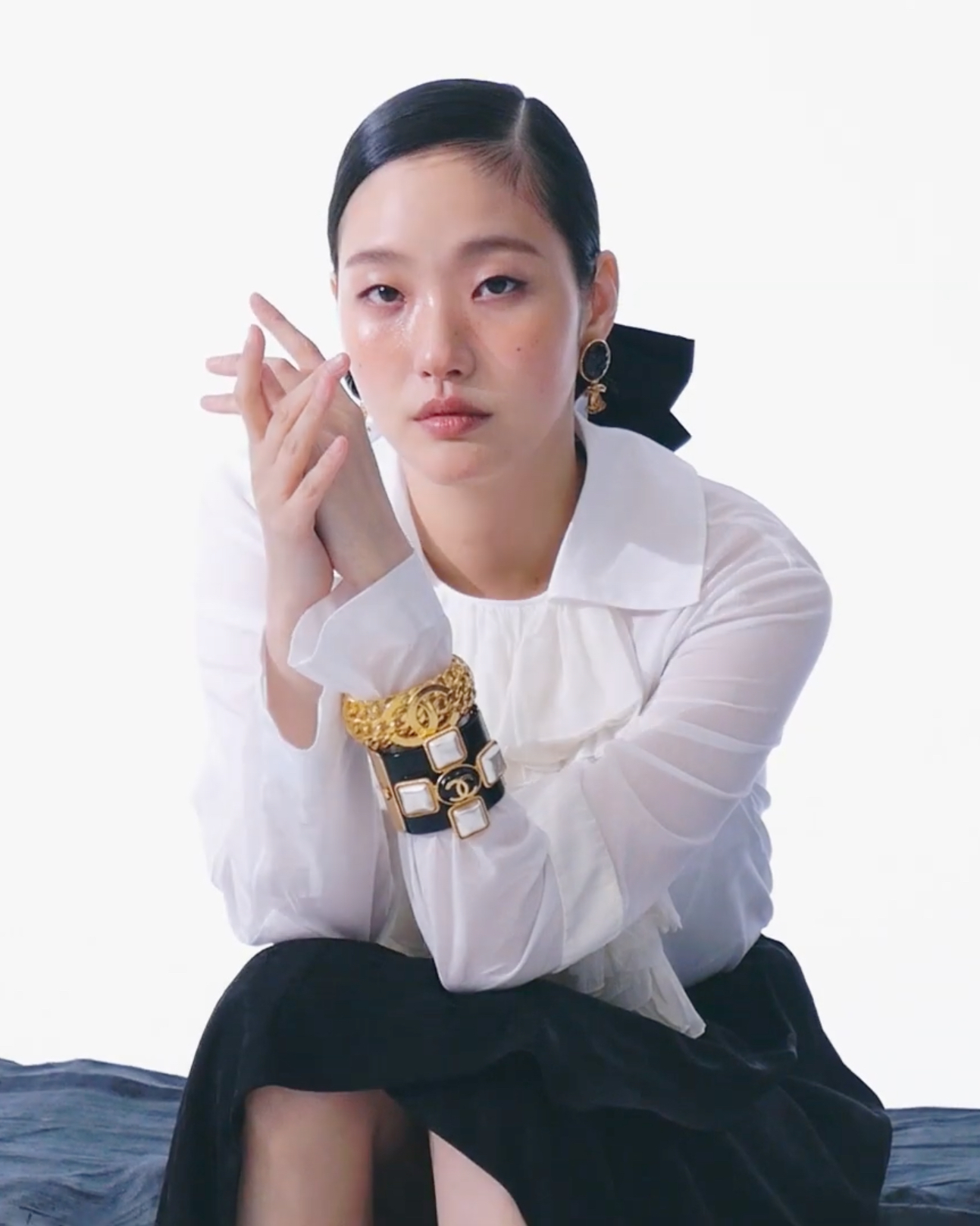
Ким для Marie Claire Korea в 2020 году

В том же году она была выбрана для первого в Южной Корее мюзикла «Герой», основанного на популярном мюзикле «Ёнвун». Фильм основан на жизни активиста Ан Чунгына после убийства Ито Хиробуми, а Ким играет роль бывшей придворной дамы, ставшей гейшей, которая становится частью движения за независимость Кореи. Первоначально премьера фильма была запланирована на июль 2020 года, но была отложена из-за пандемии COVID-19. Фильм вышел в прокат в декабре 2022 года и собрал в отечественном прокате более 24 миллионов долларов, что сделало его 6-м самым кассовым фильмом года в Южной Корее.
В 2021 и 2022 годах Ким снялась в первой корейской анимационной романтической комедии «Клетки Юми», телесериале канала tvN, основанном на одноименном вебтуне, который длился два сезона. Дорама нашла отклик у зрителей и была хорошо принята; NME включил ее в список 10 лучших корейских дорам 2021 года. Игра Ким, в частности, привлекло всеобщее внимание; India Today оценила её игру как «безупречную», а Cosmopolitan Philippines назвал Ким «хамелеоном...[которой] удается создать из своих ролей замечательного персонажа».
Также в 2022 году Ким снялась в телесериале «Маленькие женщины», экранизации одноименного романа Луизы Мэй Олкотт. В нём рассказывается история трёх сестёр, которые после непредвиденного инцидента выбираются из нищеты и оказываются не на той стороне одной из самых богатых и влиятельных семей страны. Шоу имеет идеальный 100-процентный рейтинг на платформе Rotten Tomatoes. Ким получила широкое признание критиков за свою роль старшей сестры в сериале.
В 2024 году Ким снялась вместе с актером Чхве Мин Сиком в оккультном триллере «Раскопанная могила», в котором она играет шаманку. Премьера фильма состоялась на 74-м Берлинском международном кинофестивале, где он был показан в разделе «Форум». Фильм возглавил кассовые сборы в Южной Корее в первый уик-энд и собрал 5 миллионов просмотров за рекордные 10 дней. По состоянию на 8 мая 2024 года, «Раскопанная моглиа» собрала в прокате 95 миллионов долларов и собрала 11 миллионов просмотров; это 6-й самый кассовый фильм (отечественный) всех времен в Южной Корее и самый кассовый фильм 2024 года. Ким получила восторженные отзывы как от критиков, так и от поклонников. Газета The Korea Herald похвалила ее за «прекрасную игру», назвав ее «актрисой-ветераном», которая «очаровывает публику своими наводящими ужас песнями, пророчествами и молитвами». За свою игру она стала лучшей актрисой (фильм) на 60-й церемонии вручения премии «Пэксан» в Южной Корее, самой престижной премии в области развлечений в Южной Корее.
В том же году она появилась в экранизации бестселлера Сан Ён Пака «Любовь в большом городе». Фильм посвящён первой части романа, которая рассказывает о дружбе между «свободной духом» молодой гетеросексуальной женщины и парнем геем, скрывающим это, о том, как они живут вместе и переживают взлеты и падения в своей личной жизни в современном Сеуле.

## Фильмография
| Год       |     | Русское название             | Оригинальное название            | Роль                                   |
| --------- | --- | ---------------------------- | -------------------------------- | -------------------------------------- |
| 2012      | ф   | Муза                         | 은교                             | Хан Ынгё                               |
| 2012      | кор | Ёна                          | Оригинальное название неизвестно | Ёна                                    |
| 2013      | ф   | Никогда не умирающая бабочка | Оригинальное название неизвестно | Мун Суён (Камео)                       |
| 2014      | ф   | Монстр                       | 몬스터                           | Бок Сун                                |
| 2015      | ф   | Воспоминания меча            | 협녀: 칼의 기억                  | Сольхи/Хони                            |
| 2015      | ф   | Девочка из камеры хранения   | 차이나타운                       | Ильён                                  |
| 2015      | ф   | Адвокат: пропавшее тело      | 성난 변호사                      | Чин Сонми                              |
| 2016      | ф   | Канола                       | 계춘할망                         | Хёчи                                   |
| 2016      | с   | Сыр в мышеловке              | Dark Shadows                     | Хонсоль                                |
| 2016—2017 | с   | Гоблин                       | 쓸쓸하고 찬란하神 — 도깨비       | Чи Ынтак/Пак Сомин                     |
| 2018      | ф   | Закат в моем родном городе   | 변산                             | Сонми                                  |
| 2019      | ф   | Музыкальный альбом           | 유열의 음악앨범                  | Ким Мису                               |
| 2020      | с   | Король: Вечный монарх        | 더 킹: 영원의 군주               | Чон Тхэыль / Луна / Ку Согён/Чон Тхэра |
| 2021—2022 | с   | Клетки Юми                   | 유미의 세포들                    | Ким Юми                                |
| 2022      | с   | Маленькие женщины            | 작은 아씨들                      | О Инджу                                |
| 2024      | ф   | Раскопанная могила           | 파묘                             | Ли Хварим                              |
| 2024      | ф   | Любовь в большом городе      | 대도시의 사랑법                  | Джэхи                                  |
|           | с   | Две женщины                  | Оригинальное название неизвестно | Рю Ынджон                              |

### Развлекательные шоу
| Год  | Название     | Канал | Роль            | Примечания   |
| ---- | ------------ | ----- | --------------- | ------------ |
| 2021 | Море надежды | JTBC  | Постоянная роль | Страж океана |

## Дискография
| Название                                                                              | Год  | Вершина чата позиции | Продажи (DL) | Альбом                |
| Название                                                                              | Год  | GAON                 | Продажи (DL) | Альбом                |
| ------------------------------------------------------------------------------------- | ---- | -------------------- | ------------ | --------------------- |
| «Sun, Moon, Stars, And Us» (Син Сынхун и Ким Гоын)                                    | 2015 | —                    | н/д          |                       |
| «Attraction» (Tearliner и Ким Гоын)                                                   | 2016 | —                    | н/д          | OST «Сыр в мышеловке» |
| «Dark Hearts Will Pass Away Tonight»                                                  | 2022 | —                    | н/д          | OST «Клетки Юми»      |
| «My Dream For You»                                                                    | 2022 | —                    | н/д          | OST «Герой»           |
| «What Is This Feeling»                                                                | 2022 | —                    | н/д          | OST «Герой»           |
| «Your Majesty, I Remember you»                                                        | 2022 | —                    | н/д          | OST «Герой»           |
| «—» обозначает релизы, которые не попали в чарты или не были выпущены в этом регионе. |      |                      |              |                       |

## Другое
В 2019 году Гоын была назначена послом Chanel в Южной Корее. В 2020 году была выбрана одним из семи лиц кампании Chanel «J12 исполняется 20 лет».
В 2019 году Гоын была назначена почетным послом Министерства окружающей среды Кореи по распространению ресурсов. Церемония назначения состоялась в Корейском пресс-центре 30 августа 2019 года.
В конце февраля 2020 года корейская неправительственная организация Good Neighbours опубликовала сообщение о том, что Гоын пожертвовала 100 миллионов вон (примерно 82 640 долларов США) на предоставление 40 000 масок малообеспеченным семьям в Южной Корее во время пандемии COVID-19.
5 марта 2022 года Национальная ассоциация по предотвращению последствий стихийных бедствий «Мост Надежды» получила от Гоын пожертвование в размере 50 миллионов вон для помощи сельским жителям, пострадавшим от лесного пожара в Ульджине.
11 августа 2022 года Гоын пожертвовала 50 миллионов вон в «Мост Надежды» для помощи пострадавшим от наводнения в Южной Корее.
Чтобы отпраздновать 10-летие с момента своего дебюта в кино, в октябре 2022 года Ким пожертвовала 100 миллионов вон детской больнице Сеульского национального университета.
9 февраля 2023 года Гоын пожертвовала 30 миллионов вон жертвам землетрясения в Турции и Сирии.

## Награды и номинации
| Награда                                                                               | Год  | Категория                                                         | Работа                                                 | Результат | Ист.            |
| ------------------------------------------------------------------------------------- | ---- | ----------------------------------------------------------------- | ------------------------------------------------------ | --------- | --------------- |
| Кинопремия «Большой колокол»                                                          | 2012 | Лучшая новая актриса                                              | Ын-гё                                                  | Победа    | [ 72 ]          |
| Кинопремия «Большой колокол»                                                          | 2012 | Лучшая женская роль                                               | Ын-гё                                                  | Номинация | [ 72 ]          |
| Кинопремия «Голубой дракон»                                                           | 2012 | Лучшая новая актриса                                              | Ын-гё                                                  | Победа    | [ 73 ] [ 74 ]   |
| Кинопремия «Голубой дракон»                                                           | 2024 | Лучшая женская роль                                               | Раскопанная могила                                     | Победа    | [ 75 ]          |
| Телепремия «Голубой дракон»                                                           | 2022 | Лучшая главная актриса                                            | Клетки Юми                                             | Победа    | [ 76 ]          |
| Премия «Пэксан»                                                                       | 2013 | Лучшая новая актриса — кино                                       | Ын-гё                                                  | Номинация | [ 77 ]          |
| Премия «Пэксан»                                                                       | 2016 | Лучшая новая актриса — телевидение                                | Сыр в мышеловке                                        | Победа    | [ 78 ]          |
| Премия «Пэксан»                                                                       | 2017 | Лучшая женская роль — телевидение                                 | Гоблин                                                 | Номинация | [ 79 ]          |
| Премия «Пэксан»                                                                       | 2024 | Лучшая женская роль — кино                                        | Раскопанная могила                                     | Победа    | [ 80 ] [ 81 ]   |
| Премия «Пэксан»                                                                       | 2024 | Наиболее популярная актриса                                       | Ким Гоын                                               | Номинация | [ 80 ] [ 81 ]   |
| APAN Star Awards                                                                      | 2016 | Лучшая новая актриса                                              | Сыр в мышеловке                                        | Номинация |                 |
| APAN Star Awards                                                                      | 2021 | Награда «Популярная звезда», актрисы                              | Король: Вечный монарх                                  | Номинация | [ 82 ] [ 83 ]   |
| APAN Star Awards                                                                      | 2022 | Награда за выдающиеся достижения, актриса в ОТТ дораме            | Клетки Юми                                             | Номинация | [ 84 ]          |
| APAN Star Awards                                                                      | 2022 | Награда «Популярная звезда», актрисы                              | Клетки Юми                                             | Номинация | [ 85 ]          |
| APAN Star Awards                                                                      | 2022 | Лучшая пара                                                       | Ким Гоын (совместно с Пак Чинёном); Клетки Юми         | Номинация | [ 85 ]          |
| Buil Film Awards                                                                      | 2012 | Лучшая новая актриса                                              | Ын-гё                                                  | Победа    | [ 86 ]          |
| Buil Film Awards                                                                      | 2015 | Лучшая женская роль                                               | Девочка из камеры хранения                             | Номинация |                 |
| Buil Film Awards                                                                      | 2024 | Лучшая женская роль                                               | Раскопанная могила                                     | Номинация | [ 87 ]          |
| Премия кинокритиков Пусана                                                            | 2012 | Лучшая новая актриса                                              | Ын-гё                                                  | Победа    | [ 88 ]          |
| Cine21 Movie Awards                                                                   | 2012 | Лучшая новая актриса                                              | Ын-гё                                                  | Победа    | [ 89 ]          |
| Cine21 Movie Awards                                                                   | 2024 | Лучшая женская роль                                               | Раскопанная могила; Любовь в большом городе            | Победа    |                 |
| Международный кинофестиваль в Пусане с вручением премии Marie Claire Asia Star Awards | 2023 | Премия Marie Claire                                               | Герой                                                  | Победа    | [ 90 ]          |
| Международный фестиваль фантастических фильмов в Пучхоне                              | 2015 | Fantasia Award                                                    | Девочка из камеры хранения                             | Победа    | [ 91 ]          |
| Международный фестиваль фантастических фильмов в Пучхоне                              | 2015 | Jury's Choice Award Special Mention                               | Девочка из камеры хранения                             | Победа    | [ 92 ]          |
| Brand of the Year Awards                                                              | 2024 | Лучшая женская роль в фильме                                      | Раскопанная могила                                     | Победа    | [ 93 ]          |
| Chunsa Film Art Awards                                                                | 2020 | Лучшая женская роль                                               | Музыкальный альбом                                     | Номинация | [ 94 ]          |
| Director's Cut Awards                                                                 | 2023 | Лучшая женская роль в фильме                                      | Герой                                                  | Номинация | [ 95 ]          |
| Международный фестиваль музыки и кино в Джечхоне                                      | 2012 | Премия Моёt «Восходящая звезда»                                   | Ын-гё                                                  | Победа    | [ 96 ] [ 97 ]   |
| Kinolights Awards                                                                     | 2022 | Актриса года (отечественная)                                      | Маленькие женщины                                      | 4-е место | [ 98 ]          |
| KOFRA Film Awards                                                                     | 2013 | Лучшая новая актриса                                              | Ын-гё                                                  | Победа    | [ 99 ]          |
| Korea Drama Awards                                                                    | 2016 | Лучшая новая актриса                                              | Сыр в мышеловке                                        | Номинация |                 |
| Korea Drama Awards                                                                    | 2017 | Премия «За выдающиеся достижения», актриса                        | Гоблин                                                 | Номинация |                 |
| SBS Drama Awards                                                                      | 2020 | Лучшая актриса в мини-сериале в жанре фэнтези/романтической драмы | Король: Вечный монарх                                  | Номинация | [ 100 ]         |
| SBS Drama Awards                                                                      | 2020 | Лучшая пара                                                       | Ким Гоын (совместно с Ли Минхо); Король: Вечный монарх | Номинация | [ 101 ]         |
| Нью-Йоркский фестиваль азиатского кино                                                | 2013 | Премия Star Asia «Восходящая звезда»                              | Ын-гё                                                  | Победа    | [ 102 ] [ 103 ] |
| Премия «Женщины в кино года»                                                          | 2024 | Лучшая женская роль                                               | Раскопанная могила; Любовь в большом городе            | Победа    | [ 104 ]         |

## Комментарии
1. ↑  Переводится как «Солнце, Луна, Звезды и Мы».
2. ↑  Переводится как «Притяжение».
3. ↑  Переводится как «Темные сердца исчезнут сегодня вечером».
4. ↑  Переводится как «Моя мечта для тебя».
5. ↑  Переводится как «Что это за чувство».
6. ↑  Переводится как «Ваше Величество, я вас помню».